# Nitrianske Rudno
Nitrianske Rudno (em húngaro: Divékrudnó) é um município da Eslováquia, situado no distrito de Prievidza, na região de Trenčín. Tem 14,5 km² de área e sua população em 2018 foi estimada em 1.935 habitantes.

## Demografia
| Ano:        | 1994 | 2004   | 2014   | 2024   |
| ----------- | ---- | ------ | ------ | ------ |
| Broj ljudi: | 1827 | 1960   | 1939   | 1911   |
| Razlika:    |      | +7,27% | -1,07% | -1,44% |

| Ano:               | 2023 | 2024   |
| ------------------ | ---- | ------ |
| Número de pessoas: | 1899 | 1911   |
| Diferença:         |      | +0,63% |